# 中街街道 (北海市)
中街街道是中华人民共和国广西壮族自治区北海市海城区下辖的一个街道。

## 行政区划
中街街道下辖以下地区：
珠海东社区、文明路社区、塘仔里社区、中山东社区、新安街社区、公园路社区、南珠路社区、体育里社区、新中路社区、广场东里社区和中山西社区。